# Georgie (Pussycat)
Georgie is een lied van de Nederlandse muziekgroep Pussycat. Het was in 1976 hun tweede hit en werd geschreven door Werner Theunissen. Op de B-kant van de single staat het nummer Take me. Beide nummers verschenen daarnaast op hun debuutelpee First of all. De single kwam in Nederland op nummer 1 terecht van de Nationale Hitparade en in diverse landen op nummer 2.
Georgie doet de zangeres aan een lied denken. De zangeres beklaagt zich echter dat ze niet als muziek aan- en uitgezet wil worden.

## Hitnoteringen

### Nederland en België
| "Georgie" in de Nederlandse Top 40 van 21-02-1976 t/m 24-04-1976 | "Georgie" in de Nederlandse Top 40 van 21-02-1976 t/m 24-04-1976 | "Georgie" in de Nederlandse Top 40 van 21-02-1976 t/m 24-04-1976 | "Georgie" in de Nederlandse Top 40 van 21-02-1976 t/m 24-04-1976 | "Georgie" in de Nederlandse Top 40 van 21-02-1976 t/m 24-04-1976 | "Georgie" in de Nederlandse Top 40 van 21-02-1976 t/m 24-04-1976 | "Georgie" in de Nederlandse Top 40 van 21-02-1976 t/m 24-04-1976 | "Georgie" in de Nederlandse Top 40 van 21-02-1976 t/m 24-04-1976 | "Georgie" in de Nederlandse Top 40 van 21-02-1976 t/m 24-04-1976 | "Georgie" in de Nederlandse Top 40 van 21-02-1976 t/m 24-04-1976 | "Georgie" in de Nederlandse Top 40 van 21-02-1976 t/m 24-04-1976 | "Georgie" in de Nederlandse Top 40 van 21-02-1976 t/m 24-04-1976 |
| Week                                                             | 1                                                                | 2                                                                | 3                                                                | 4                                                                | 5                                                                | 6                                                                | 7                                                                | 8                                                                | 9                                                                | 10                                                               |                                                                  |
| ---------------------------------------------------------------- | ---------------------------------------------------------------- | ---------------------------------------------------------------- | ---------------------------------------------------------------- | ---------------------------------------------------------------- | ---------------------------------------------------------------- | ---------------------------------------------------------------- | ---------------------------------------------------------------- | ---------------------------------------------------------------- | ---------------------------------------------------------------- | ---------------------------------------------------------------- | ---------------------------------------------------------------- |
| Positie                                                          | 24                                                               | 6                                                                | 4                                                                | 4                                                                | 5                                                                | 7                                                                | 9                                                                | 19                                                               | 23                                                               | 36                                                               | uit                                                              |

| "Georgie" in de Nationale Hitparade van 21-02-1976 t/m 10-04-1976 | "Georgie" in de Nationale Hitparade van 21-02-1976 t/m 10-04-1976 | "Georgie" in de Nationale Hitparade van 21-02-1976 t/m 10-04-1976 | "Georgie" in de Nationale Hitparade van 21-02-1976 t/m 10-04-1976 | "Georgie" in de Nationale Hitparade van 21-02-1976 t/m 10-04-1976 | "Georgie" in de Nationale Hitparade van 21-02-1976 t/m 10-04-1976 | "Georgie" in de Nationale Hitparade van 21-02-1976 t/m 10-04-1976 | "Georgie" in de Nationale Hitparade van 21-02-1976 t/m 10-04-1976 | "Georgie" in de Nationale Hitparade van 21-02-1976 t/m 10-04-1976 | "Georgie" in de Nationale Hitparade van 21-02-1976 t/m 10-04-1976 |
| Week                                                              | 1                                                                 | 2                                                                 | 3                                                                 | 4                                                                 | 5                                                                 | 6                                                                 | 7                                                                 | 8                                                                 |                                                                   |
| ----------------------------------------------------------------- | ----------------------------------------------------------------- | ----------------------------------------------------------------- | ----------------------------------------------------------------- | ----------------------------------------------------------------- | ----------------------------------------------------------------- | ----------------------------------------------------------------- | ----------------------------------------------------------------- | ----------------------------------------------------------------- | ----------------------------------------------------------------- |
| Positie                                                           | 11                                                                | 3                                                                 | 4                                                                 | 1                                                                 | 5                                                                 | 10                                                                | 10                                                                | 17                                                                | uit                                                               |

| "Georgie" in de Vlaamse Ultratop 30 van 06-03-1976 t/m 08-05-1976 | "Georgie" in de Vlaamse Ultratop 30 van 06-03-1976 t/m 08-05-1976 | "Georgie" in de Vlaamse Ultratop 30 van 06-03-1976 t/m 08-05-1976 | "Georgie" in de Vlaamse Ultratop 30 van 06-03-1976 t/m 08-05-1976 | "Georgie" in de Vlaamse Ultratop 30 van 06-03-1976 t/m 08-05-1976 | "Georgie" in de Vlaamse Ultratop 30 van 06-03-1976 t/m 08-05-1976 | "Georgie" in de Vlaamse Ultratop 30 van 06-03-1976 t/m 08-05-1976 | "Georgie" in de Vlaamse Ultratop 30 van 06-03-1976 t/m 08-05-1976 | "Georgie" in de Vlaamse Ultratop 30 van 06-03-1976 t/m 08-05-1976 | "Georgie" in de Vlaamse Ultratop 30 van 06-03-1976 t/m 08-05-1976 | "Georgie" in de Vlaamse Ultratop 30 van 06-03-1976 t/m 08-05-1976 | "Georgie" in de Vlaamse Ultratop 30 van 06-03-1976 t/m 08-05-1976 |
| Week                                                              | 1                                                                 | 2                                                                 | 3                                                                 | 4                                                                 | 5                                                                 | 6                                                                 | 7                                                                 | 8                                                                 | 9                                                                 | 10                                                                |                                                                   |
| ----------------------------------------------------------------- | ----------------------------------------------------------------- | ----------------------------------------------------------------- | ----------------------------------------------------------------- | ----------------------------------------------------------------- | ----------------------------------------------------------------- | ----------------------------------------------------------------- | ----------------------------------------------------------------- | ----------------------------------------------------------------- | ----------------------------------------------------------------- | ----------------------------------------------------------------- | ----------------------------------------------------------------- |
| Positie                                                           | 15                                                                | 7                                                                 | 3                                                                 | 3                                                                 | 2                                                                 | 3                                                                 | 9                                                                 | 9                                                                 | 11                                                                | 17                                                                | uit                                                               |

| "Georgie" in de Vlaamse BRT Top 30 van 06-03-1976 t/m 08-05-1976 | "Georgie" in de Vlaamse BRT Top 30 van 06-03-1976 t/m 08-05-1976 | "Georgie" in de Vlaamse BRT Top 30 van 06-03-1976 t/m 08-05-1976 | "Georgie" in de Vlaamse BRT Top 30 van 06-03-1976 t/m 08-05-1976 | "Georgie" in de Vlaamse BRT Top 30 van 06-03-1976 t/m 08-05-1976 | "Georgie" in de Vlaamse BRT Top 30 van 06-03-1976 t/m 08-05-1976 | "Georgie" in de Vlaamse BRT Top 30 van 06-03-1976 t/m 08-05-1976 | "Georgie" in de Vlaamse BRT Top 30 van 06-03-1976 t/m 08-05-1976 | "Georgie" in de Vlaamse BRT Top 30 van 06-03-1976 t/m 08-05-1976 | "Georgie" in de Vlaamse BRT Top 30 van 06-03-1976 t/m 08-05-1976 | "Georgie" in de Vlaamse BRT Top 30 van 06-03-1976 t/m 08-05-1976 | "Georgie" in de Vlaamse BRT Top 30 van 06-03-1976 t/m 08-05-1976 |
| Week                                                             | 1                                                                | 2                                                                | 3                                                                | 4                                                                | 5                                                                | 6                                                                | 7                                                                | 8                                                                | 9                                                                | 10                                                               |                                                                  |
| ---------------------------------------------------------------- | ---------------------------------------------------------------- | ---------------------------------------------------------------- | ---------------------------------------------------------------- | ---------------------------------------------------------------- | ---------------------------------------------------------------- | ---------------------------------------------------------------- | ---------------------------------------------------------------- | ---------------------------------------------------------------- | ---------------------------------------------------------------- | ---------------------------------------------------------------- | ---------------------------------------------------------------- |
| Positie:                                                         | 10                                                               | 6                                                                | 2                                                                | 3                                                                | 2                                                                | 4                                                                | 9                                                                | 9                                                                | 14                                                               | 26                                                               | uit                                                              |

### Andere landen
| Land          | piekpositie | aantal weken |
| ------------- | ----------- | ------------ |
| Zwitserland   | 2           | 16           |
| Oostenrijk    | 2           | 28           |
| Duitsland     | 6           | 24           |
| Nieuw-Zeeland | 14          | 19           |